# Veliki zapleteni ikozidodekaeder
| Veliki zapleteni ikozidodekaeder | Veliki zapleteni ikozidodekaeder                             |
| -------------------------------- | ------------------------------------------------------------ |
|                                  |                                                              |
| elementi                         | F = 32, E = 60, (30x2) V =12 ({\displaystyle \chi \,} = -16) |
| Stranskih ploskev na stranico    | 20 {3}+12{5/2}                                               |
| Wythoffov simbol                 | 5 \| 3 5/2                                                   |
| Simetrijska grupa                | Ih, [5,3], H3, *532                                          |
| Sklici                           | U, C, W                                                      |
| Bowersova okrajšava              | Gacid                                                        |
| (3.5/3)5 (3.5/2)5/3 slika oglišč | veliki zapleteni ikozidodekakron (dualni polieder)           |

Veliki zapleteni ikozidodekaeder je izrojen uniformni zvezdni polieder. Ima 12 oglišč in 60 dvojnih robov ter 12 pentagramov in 20 petkotnikov.  Vsi robovi so podvojeni, kar ga dela izrojenega. Skupne so 4 stranske ploskve, toda jih obravnavamo kot, da so prekrivajoči se robovi kot pri topološkem poliedru. 
Lahko ga naredimo iz večjega števila različnih slik oglišč. 

## Kot sestav
Veliki zapleteni ikozidodekadodekaeder se lahko obravnava kot sestav malega zvezdnega dodekaedra {3,5/2} in velikega ikozaedra {3,5/2, ki ima ista oglišča in robove. Drugi je prikrit in je v celoti v notranjosti prvega.
Njegov dvorazsežni analog je sestav pravilnega petkotnika {5} in pravilnega pentagrama {5/2}.
|                         |                  |        |
| mali zvezdni dodekaeder | Veliki ikozaeder | Sestav |

|           |           |        |
| petkotnik | pentagram | Sestav |

| Stub icon | Ta matematični članek je škrbina. Pomagajte Wikipediji in ga razširite. |